# Alf Lax
Alf Lennart Lax, född 21 juni 1951 i Jönköping, är en svensk kristen trubadur.

## Biografi
Lax har i sin självbiografi Alf Lax – bara nåd (2018) beskrivit en uppväxt i ett missbrukarhem och ett brokigt liv med eget missbruk. I 30-årsåldern tog hans liv en ny vändning. Han behandlades på LP-stiftelsens Torpahemmet i Jönköping och har därefter verkat som sångevangelist. Han har varit anställd hos LP-stiftelsen och senare på Svenska fängelsemissionen, där han kommit att besöka ett stort antal svenska fångvårdsanstalter.
Lax har med start 2014 genomfört flera korsvandringar, där han vandrat långa sträckor till fots med ett hjulförsett kors. År 2014 började vandringen i Mölndal i augusti och avslutades den 14 september samma år i Klara kyrka i Stockholm, och 2015 gjordes först en vandring från Göteborg till Smygehuk och senare en vandring till olika flyktingförläggningar i Sverige. År 2020 genomfördes vandringen som en stafett från Haparanda till Smygehuk och avslutades efter 125 dagar och 220 mil i oktober 2020.

## Diskografi
- Nåd (1991)
- Du är väntad (1995)
- Nådens vingar, tillsammans med Annebrit Lukkedal Holtskog (1995)
- Vi behöver varann (1998)
- Tillbaka (1999)
- Wings of Grace (2001)
- Naken själ (2003)
- Livets lag (2007)
- Lugnt vatten (2008)
- Försoning (2011)
- Korsvägen (2014)
- Kallelsen (2016)